# Jardín de la Corregidora
El Jardín de la Corregidora, antigua huerta del Convento de San Antonio, es un jardín ubicado en las calles de Corregidora y 16 de septiembre de la ciudad de Querétaro. Actualmente luce en su centro el Monumento a la Corregidora, Doña Josefa Ortiz de Domínguez, erigido con motivo del Centenario de la Independencia en 1910. 

## Eventos históricos
- 1797: El arquitecto Francisco Eduardo Tresguerras construyó una fuente en un ángulo de la huerta del Convento de San Antonio. La fuente era de cantera rosa con una escultura del dios Neptuno, esculpida en cantera por el queretano Juan Izguerra, bajo un grandioso arco y con colaterales que lucían bellos jarrones.[1]
- 1848: El gobernador del estado compró la huerta y construyó ahí un mercado público con pérgolas en ambas calles, quitando los colaterales de la fuente de Neptuno.
- 1909: Se retiró la fuente de Neptuno del mercado de San Antonio y se instaló en el Jardín de Santa Clara. Se desmanteló también el mercado e inició la construcción de un bello jardín y del monumento dedicado a la Corregidora, diseñado y dirigido por el ingeniero Carlos Noriega.
- 1910: El 13 de septiembre se inauguró solemnemente el monumento, estando el discurso oficial a cargo del ingeniero Adolfo de la Isla.

## Monumento a la Corregidora
Sobre un pedestal de cantera rosa se encuentra la estatua metálica de la "Egregia" Corregidora, que con la mano derecha en alto levanta la Antorcha de la Libertad. En la parte baja cuatro águilas custodian el pedestal y un esclavo mira a la Corregidora, teniendo en las muñecas las Cadenas de la Esclavitud rotas.